# Chorigyne pendula
Chorigyne pendula là một loài thực vật có hoa trong họ Cyclanthaceae. Loài này được (Hammel) R.Erikss. miêu tả khoa học đầu tiên năm 1989.